# Modderite
La modderite est un minéral très rare de la classe des sulfures.

## Caractéristiques
La modderite est un arséniure de cobalt et de fer de formule chimique (Co,Fe)As. Elle cristallise dans le système orthorhombique. Sa dureté sur l'échelle de Mohs est de 4.

## Classification
Selon la classification de Nickel-Strunz, la modderite appartient à "02.C - Sulfures métalliques, M:S = 1:1 (et similaires), avec Ni, Fe, Co, PGE, etc." avec les minéraux suivants : achavalite, breithauptite, fréboldite, kotulskite, langisite, nickéline, sederholmite, sobolevskite, stumpflite, sudburyite, jaipurite, zlatogorite, pyrrhotite, smithite, troïlite, chérépanovite, ruthénarsénite, westerveldite, millérite, mäkinenite, mackinawite, hexatestibiopanickélite, vavřínite, braggite, coopérite et vysotskite.

## Formation et gisements
Elle a été décrite à partir d'échantillons prélevés sur deux sites de la municipalité métropolitaine d'Ekurhuleni, dans la province de Gauteng (Afrique du Sud) : la mine Modderfontein et la mine d'or Modderfontein 'B'. Elle a également été décrite dans la baie de Littleham (comté du Devon, Angleterre), dans le gisement de plomb, zinc, nickel et cobalt de Kalangu (Xinjiang, Chine) et dans le gisement de cobalt et de fer de Dashkesan (Azerbaïdjan).